# Wodnicha gajowa

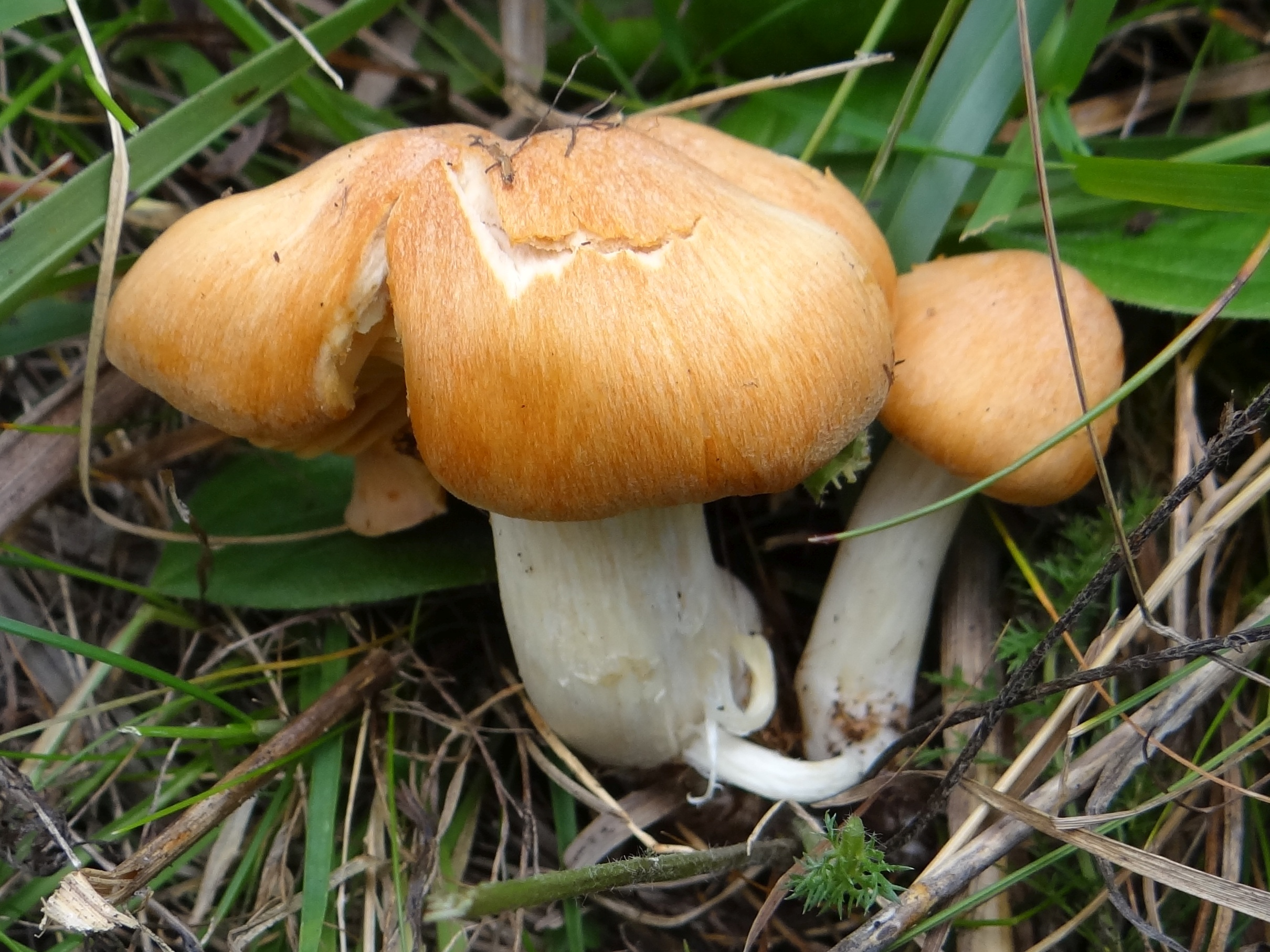

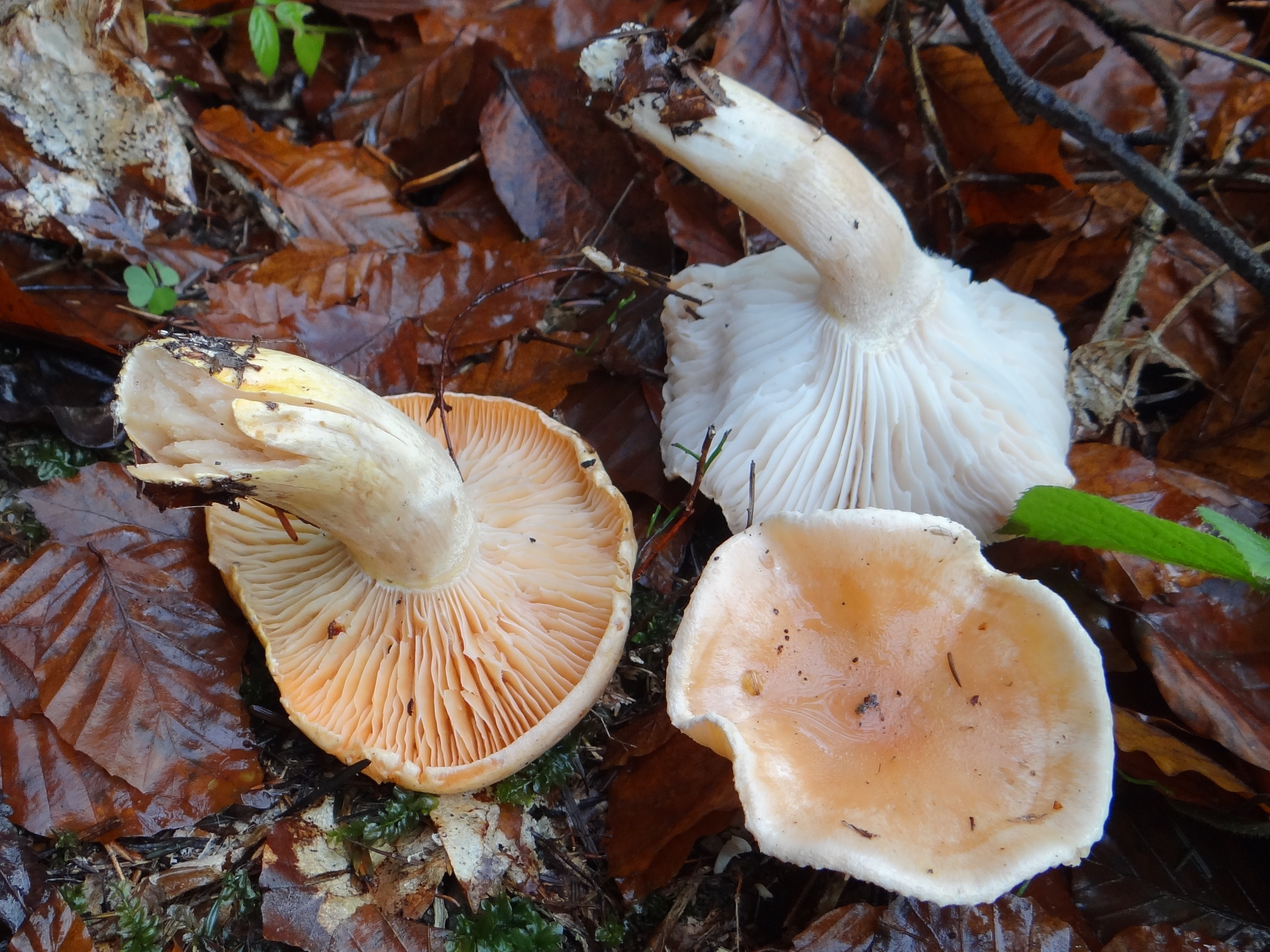

Wodnicha gajowa (Hygrophorus nemoreus (Pers.) Fr.) – gatunek grzybów z rodziny wodnichowatych (Hygrophoraceae).

## Systematyka i nazewnictwo
Pozycja w klasyfikacji według Index Fungorum: Hygrophorus, Hygrophoraceae, Agaricales, Agaricomycetidae, Agaricomycetes, Agaricomycotina, Basidiomycota, Fungi.
Takson ten po raz pierwszy opisany został w 1801 r. przez Persoona jako Agaricus nemoreus. Obecną, uznaną przez Index Fungorum nazwę nadał mu Fries w 1838 r.
Niektóre synonimy naukowe:

- Agaricus nemoreus Pers. 1801)
- Hygrophorus nemoreus (Pers.) Fr. 1838) var. nemoreus
- Camarophyllus nemoreus (Pers.) P. Kumm. 1871
- Hygrophorus pratensis var. nemoreus (Pers.) Quél. 1883
- Hygrophorus leporinus sensu Cooke Rea (1922) 2005
- Hygrophorus nemoreus var. striipes R. Heim 1967
- Hygrophorus nemoreus var. raphaneus Largent 1985
- Hygrophorus nemoreus var. gracilis Bon 1989

Nazwę polską nadał Franciszek Błoński w 1896 r.

## Morfologia
Kapelusz
Średnica 4–10 cm, za młodu wypukły, później szeroko rozpostarty. Środek kapelusza płaski, czasami nieco wklęsły lub nieco wypukły. Brzeg cienki, początkowo podwinięty, później prosty. Powierzchnia gładka sucha i włóknista. W czasie wilgotnej pogody jest nieco lepka, ale nie śluzowata. Barwa ochrowopomarańczowa, szczególnie w środku, ku brzegom jest jaśniejsza, o kremowym lub żółtawym odcieniu. 
Blaszki
Różnej długości, rzadkie i dość grube,  przy trzonie nieco zbiegające. Ostrza blaszek równe. Barwa biała, bladokremowa z ochrowoczerwonym odcieniem.
Trzon
Wysokość od 4 do 10 cm, średnica od 8 do 15 mm, walcowaty, wysmukły, zwężający się ku podstawie, czasami łukowato wygięty. pełny. Powierzchnia włóknista i drobno kosmkowata, u szczytu oszroniona. Barwa ochrowa, dużo jaśniejsza niż na kapeluszu.
Miąższ
Dość zwarty, biały, tylko pod skórką kapelusza ochrowy. Nie zmienia barwy po uszkodzeniu. Smak łagodny, zapach mączysty. 
Wysyp zarodników
Biały. Zarodniki szerokoelipsoidalne, gładkie, o rozmiarach 6–8 x 3,5–6 μm. W środku posiadają ziarnistość lub kroplę tłuszczu. Cystyd brak.

## Występowanie i siedlisko
Występowanie tego gatunku opisano tylko w Europie i w stanie Kalifornia w USA. W Polsce jest dość rzadki, ale nie znajduje się na czerwonej liście gatunków zagrożonych. Znajduje się natomiast na takich listach w Niemczech, Holandii, Anglii, Norwegii, Szwecji i Finlandii.
Rośnie na ziemi w lasach liściastych i mieszanych. Owocniki wytwarza od sierpnia do października. Szczególnie często występuje pod dębami i bukami. W Polsce częściej występuje na terenach nizinnych.

## Znaczenie
Grzyb mikoryzowy. Jest grzybem jadalnym, ale o niewielkich wartościach smakowych.

## Gatunki podobne
Bardzo podobny jest kopułek łąkowy (Cuphophyllus pratensis). Rośnie na miejscach trawiastych poza lasami. Jest bezwonny i ma całkiem gładki trzon. Wodnicha różowozłota (Hygrophorus poetarum) jest większa i ma silny i charakterystyczny zapach. Wodnicha pomarańczowa (Hygrophorus pudorinus) jest rzadka i występuje głównie w górach pod drzewami iglastymi, zwłaszcza pod jodłą. Ma lepki naskórek.